# Bangko Pintas
Bangko Pintas is een bestuurslaag in het regentschap Tebo van de provincie Jambi, Indonesië. Bangko Pintas telt 851 inwoners (volkstelling 2010).